# Jorge Torres Nilo
Jorge Emmanuel Torres Nilo (Tijuana, 1988. január 16. –) egy mexikói válogatott labdarúgó, aki jelenleg a Tigres de la UANL-ban játszik hátvédként. Csapattársai „El Pechu”-nak becézik kiálló bordái miatt, a becenév a spanyol „pechuga” szóból ered, ami csirkemellet jelent.

## Pályafutása
Nilo a Club Atlasban kezdte profi pályafutását, 2006. február 25-én, a Tecos UAG ellen debütált. 2010-ig maradt a csapatban, összesen 90 bajnoki mérkőzésen lépett pályára és öt gólt szerzett. 2010 nyarán az UANL-hoz igazolt, amellyel a 2015 Apertura, a 2016 Apertura és a 2017 Apertura szezonban is bajnok lett.

## Válogatott
Nilo 20 évesen, 2008 szeptemberében mutatkozott be a mexikói válogatottban egy Chile elleni barátságos mérkőzésen, de legközelebb csak 2010-ben szerepelt a nemzeti csapatban. Javier Aguirre szövetségi kapitánytól behívót kapott a 2010-es világbajnokságra, de ott nem lépett pályára. A 2011-es CONCACAF-aranykupán viszont, amelyet Mexikó meg is nyert, már négy mérkőzésen is kapott lehetőséget, köztük a döntőn is becserélték. Részt vett még a 2013-as konföderációs kupán valamint több világbajnoki selejtezőn is.
2016-ban bekerült a Rio de Janeiró-i olimpián szereplő válogatottba is.

## Mérkőzései a válogatottban
| Mexikó | Mexikó               | Mexikó                                        | Mexikó           | Mexikó   | Mexikó              | Mexikó                         | Mexikó | Mexikó  |
| #      | Dátum                | Helyszín                                      | Hazai            | Eredmény | Vendég              | Kiírás                         | Gólok  | Esemény |
| ------ | -------------------- | --------------------------------------------- | ---------------- | -------- | ------------------- | ------------------------------ | ------ | ------- |
| 1.     | 2008. szeptember 24. | Los Angeles, Memorial Coliseum                | Mexikó           | 0 – 1    | Chile               | barátságos                     | 0      | 87'     |
| 2.     | 2010. február 24.    | San Francisco, Candlestick Park               | Mexikó           | 5 – 0    | Bolívia             | barátságos                     | 0      |         |
| 3.     | 2010. március 18.    | Torreón, Estadio TSM Corona                   | Mexikó           | 2 – 1    | Észak-Korea         | barátságos                     | 0      |         |
| 4.     | 2010. március 24.    | Charlotte, Bank of America Stadion            | Mexikó           | 0 – 0    | Izland              | barátságos                     | 0      | 46'     |
| 5.     | 2010. május 7.       | New Jersey, New Meadowlands                   | Mexikó           | 0 – 0    | Ecuador             | barátságos                     | 0      |         |
| 6.     | 2010. május 13.      | Houston, Reliant Stadium                      | Mexikó           | 1 – 0    | Angola              | barátságos                     | 0      | 46'     |
| 7.     | 2010. május 26.      | Freiburg, Badenova Stadion                    | Hollandia        | 2 – 1    | Mexikó              | barátságos                     | 0      |         |
| 8.     | 2010. május 30.      | Bayreuth, Hans-Walter-Wild-Stadion            | Mexikó           | 5 – 1    | Gambia              | barátságos                     | 0      | 78'     |
| 9.     | 2010. október 12.    | Ciudad Juárez, Estadio Olímpico Benito Juárez | Mexikó           | 2 – 2    | Venezuela           | barátságos                     | 0      | 62'     |
| 10.    | 2011. március 26.    | Oakland, Oakland Coliseum                     | Mexikó           | 3 – 1    | Paraguay            | barátságos                     | 0      | 64'     |
| 11.    | 2011. május 28.      | Seattle, CenturyLink Field                    | Mexikó           | 1 – 1    | Ecuador             | barátságos                     | 1      | 7'      |
| 12.    | 2011. június 9.      | Charlotte, Bank of America Stadion            | Kuba             | 0 – 5    | Mexikó              | CONCACAF-aranykupa, csoportkör | 0      | 72'     |
| 13.    | 2011. június 12.     | Chicago, Soldier Field                        | Mexikó           | 4 – 1    | Costa Rica          | CONCACAF-aranykupa, csoportkör | 0      | 69'     |
| 14.    | 2011. június 22.     | Houston, Reliant Stadion                      | Honduras         | 0 – 2    | Mexikó              | CONCACAF-aranykupa, elődöntő   | 0      | 56'     |
| 15.    | 2011. június 25.     | Pasadena, Rose Bowl                           | Egyesült Államok | 2 – 4    | Mexikó              | CONCACAF-aranykupa, döntő      | 0      | 28' 81' |
| 16.    | 2011. október 11.    | Torreón, Estadio TSM Corona                   | Mexikó           | 1 – 2    | Brazília            | barátságos                     | 0      | 17' 68' |
| 17.    | 2012. január 25.     | Houston, Reliant Stadium                      | Mexikó           | 3 – 1    | Venezuela           | barátságos                     | 0      | 90'     |
| 18.    | 2012. február 29.    | Miami Gardens, Sun Life Stadium               | Mexikó           | 0 – 2    | Kolumbia            | barátságos                     | 0      | 46'     |
| 19.    | 2012. május 27.      | New York, MetLife Stadium                     | Mexikó           | 2 – 0    | Wales               | barátságos                     | 0      | 70'     |
| 20.    | 2012. május 31.      | Chicago, Soldier Field                        | Mexikó           | 2 – 1    | Bosznia-Hercegovina | barátságos                     | 0      |         |
| 21.    | 2012. június 3.      | Arlington, Cowboys Stadium                    | Mexikó           | 2 – 0    | Brazília            | barátságos                     | 0      | 90'     |
| 22.    | 2012. június 8.      | Mexikóváros, Estadio Azteca                   | Mexikó           | 3 – 1    | Guyana              | vb-selejtező                   | 0      | 81'     |
| 23.    | 2012. június 12.     | San Salvador, Estadio Cuscatlán               | Salvador         | 1 – 2    | Mexikó              | vb-selejtező                   | 0      |         |
| 24.    | 2012. augusztus 15.  | Mexikóváros, Estadio Azteca                   | Mexikó           | 0 – 1    | Egyesült Államok    | barátságos                     | 0      |         |
| 25.    | 2012. szeptember 7.  | San José, Estadio Nacional de Costa Rica      | Costa Rica       | 0 – 2    | Mexikó              | vb-selejtező                   | 0      | 85'     |
| 26.    | 2012. szeptember 11. | Mexikóváros, Estadio Azteca                   | Mexikó           | 1 – 0    | Costa Rica          | vb-selejtező                   | 0      | 62'     |
| 27.    | 2012. október 12.    | Houston, BBVA Compass Stadium (USA)           | Guyana           | 0 – 5    | Mexikó              | vb-selejtező                   | 0      |         |
| 28.    | 2013. január 30.     | Glendale, University of Phoenix Stadium       | Mexikó           | 1 – 1    | Dánia               | barátságos                     | 0      |         |
| 29.    | 2013. február 6.     | Mexikóváros, Estadio Azteca                   | Mexikó           | 0 – 0    | Jamaica             | vb-selejtező                   | 0      |         |
| 30.    | 2013. március 22.    | San Pedro Sula, Estadio Olímpico              | Honduras         | 2 – 2    | Mexikó              | vb-selejtező                   | 0      | 34'     |
| 31.    | 2013. március 26.    | Mexikóváros, Estadio Azteca                   | Mexikó           | 0 – 0    | Egyesült Államok    | vb-selejtező                   | 0      | 72'     |
| 32.    | 2013. április 17.    | San Francisco, Candlestick Park               | Mexikó           | 0 – 0    | Peru                | barátságos                     | 0      |         |
| 33.    | 2013. június 19.     | Fortaleza, Estádio Castelão                   | Brazília         | 2 – 0    | Mexikó              | konföderációs kupa, csoportkör | 0      | 69'     |
| 34.    | 2013. június 22.     | Belo Horizonte, Estádio Mineirão              | Japán            | 1 – 2    | Mexikó              | konföderációs kupa, csoportkör | 0      |         |
| 35.    | 2013. augusztus 14.  | New York, MetLife Stadium                     | Mexikó           | 4 – 1    | Elefántcsontpart    | barátságos                     | 0      | 63'     |
| 36.    | 2013. október 11.    | Mexikóváros, Estadio Azteca                   | Mexikó           | 2 – 1    | Panama              | vb-selejtező                   | 0      |         |
| 37.    | 2013. október 15.    | San José, Estadio Nacional de Costa Rica      | Costa Rica       | 2 – 1    | Mexikó              | vb-selejtező                   | 0      | 54' 73' |
| 38.    | 2014. január 29.     | San Antonio, Alamodome                        | Mexikó           | 4 – 0    | Dél-Korea           | barátságos                     | 0      | 45'     |
| 39.    | 2015. március 31.    | Kansas City, Arrowhead Stadion                | Mexikó           | 1 – 0    | Paraguay            | barátságos                     | 0      | 58'     |
| 40.    | 2015. június 27.     | Orlando, Citrus Bowl                          | Mexikó           | 2 – 2    | Costa Rica          | barátságos                     | 0      | 79'     |
| 41.    | 2015. július 26.     | Philadelphia, Lincoln Financial Field         | Jamaica          | 1 – 3    | Mexikó              | CONCACAF-aranykupa, döntő      | 0      | 62'     |
| 42.    | 2015. szeptember 4.  | Sandy, Rio Tinto Stadium                      | Mexikó           | 3 – 3    | Trinidad és Tobago  | barátságos                     | 0      |         |
| 43.    | 2015. október 13.    | Toluca de Lerdo, Estadio Nemesio Díez         | Mexikó           | 1 – 0    | Panama              | barátságos                     | 0      |         |
| 44.    | 2016. február 10.    | Miami, Marlins Park                           | Mexikó           | 2 – 0    | Szenegál            | barátságos                     | 0      | 42'     |
| 45.    | 2016. május 28.      | Atlanta, Georgia Dome                         | Mexikó           | 1 – 0    | Paraguay            | barátságos                     | 0      | 61'     |
| 46.    | 2016. június 1.      | San Diego, Qualcomm Stadium                   | Mexikó           | 1 – 0    | Chile               | barátságos                     | 0      |         |
| 47.    | 2016. június 13.     | Houston, NRG Stadium                          | Mexikó           | 1 – 1    | Venezuela           | Copa América, csoportkör       | 0      | 46'     |
| 48.    | 2016. szeptember 2.  | San Salvador, Estadio Cuscatlán               | Salvador         | 1 – 3    | Mexikó              | vb-selejtező                   | 0      | 46'     |
|        | Összesen             |                                               |                  | 48       | mérkőzés            |                                | 1      | gól     |